# Constituição Federal dos Estados Unidos Mexicanos de 1857
Uma vez que a ditadura de Antonio López de Santa Ana foi derrubada em 1856, Ignacio Comonfort ocupou a presidência por um curto período. De acordo com as disposições do Plano Ayutla, convocou o Congresso Constituinte em 16 de outubro do mesmo ano, com o objetivo de estabelecer uma sede em Dolores Hidalgo.
A Constituição de 1857 era composta por 8 títulos e 128 artigos, se assemelhava à Carta Magna de 1824, introduzia novamente o federalismo e a república representativa, composta por vinte e quatro estados, um território e o distrito federal. Defendeu a autonomia dos municípios em que se divide a posse, sem justa indemnização e sem o pleno consentimento dele.
Em dezembro de 1856, o Papa Pio IX se manifestou contra a nova redação, censurando a Lei Juárez e sua antecessora, a Lei Lerdo: sociedade; é proibido todo aquele que possa estar vinculado a qualquer obrigação que implique contrato, promessa ou voto religioso; é admitido o livre exercício de todos os cultos, e a todos é concedido pleno poder de manifestar pública e abertamente todo tipo de opiniões e pensamentos". Em março de 1857, o arcebispo Lázaro de la Garza y Ballesteros declarou que os católicos não podiam jurar à Constituição.

Em 5 de fevereiro de 1903, em protesto contra o regime de Porfirio Díaz, um grupo de liberais colocou na varanda dos escritórios do jornal El Hijo de El Ahuizote um grande cabelo preto encaracolado em sinal de luto e a legenda "A Constituição morreu", se referindo à promulgada em 1857. Este evento foi um precursor da revolução armada de 1910, que derrubou Díaz e terminaria com a promulgação da Constituição Política dos Estados Unidos Mexicanos em 1917 durante o governo do Venustiano Carranza 
A Constituição Federal dos Estados Unidos Mexicanos de 1857 foi uma constituição progressista escrita no México durante a presidência de Ignacio Comonfort.